# Lapin de Nuttall
Sylvilagus nuttallii
Espèce
Statut de conservation UICN

 LC  : Préoccupation mineure
Le Lapin de Nuttall (Sylvilagus nuttallii) est une espèce de lapin de la famille des Léporidés. Elle est présente au Canada et aux États-Unis. L’espèce porte le nom de Thomas Nuttall (1786-1859), botaniste et zoologiste britannique.